# 林光庭
林光庭（1577年—?），字冲明，號映蒼，福建興化府莆田縣人，明朝政治人物。

## 生平
萬曆三十一年（1603年）舉癸卯科福建鄉試，萬曆三十二年（1604年）聯捷甲辰科進士，授閿鄉縣知縣，以薦調襄陽，郡司理黎某素寵一掾吏，以事被讦，光庭用法绳之。万历三十八年庚戌大计，黎媒孽其间，左迁江西布政司检校。尋補知寧海縣，首葺方孝孺祠，请特祀。擢户部主事，奉命關德州倉，督河南等處粮储，所过凶荒，便宜发赈。历员外、郎中，出守武昌府，政务宽厚，士民怀之。會巡撫臨鄂，同列争望塵道拜，獨光庭持憲綱禮撫，为其不樂，遂乞終養，不允，尋丁外艰归，未踰年卒。

## 家族
曾祖林克謙。祖父林允休，壽官。父林国华，巡检。母方氏。具慶下。娶吳氏。兄光耀，弟光序。從兄林雲翔（貢士）。
子林佳育，崇禎六年癸酉科举人。林衍培，字仲卿，官江西興國知縣。曾孫林攀桂、林源。